# Lista dei colpi di Stato in Grecia
Le forze armate elleniche sono intervenute in numerose occasioni nella storia politica della Grecia.
Questa voce elenca i colpi di stato che hanno avuto luogo nella storia della Grecia contemporanea:

## XIX secolo
- Tentato colpo di Stato del 1831, ammutinamento navale organizzato da Andreas Miaoulis contro il governo di Ioannis Kapodistrias, che portò all'incendio della flotta il 13 agosto nel porto di Poros;[1]
- Nel 1831, dopo l'assassinio di Capodistria, una rivolta contro il fratello Agostino costrinse il Senato greco a rifugiarsi ad Astro;
- Rivoluzione del 3 settembre 1843, che costrinse il re Ottone a concedere alla Grecia la sua prima Costituzione;[2]
- Rivoluzione del 23 ottobre 1862, che portò alla partenza del re Ottone e della sua consorte regina, primo passo verso il referendum sul capo di stato greco del 1862 che portò il principe Guglielmo di Danimarca a diventare Giorgio I, re degli Elleni;[3]

## XX secolo
- Il 15 agosto 1909 fu inscenato il colpo di Stato di Goudi contro il governo di Dimitrios Rallis, che portò Eleftherios Venizelos sulla scena politica greca;[4]
- Il 17 agosto 1916, il colpo di stato della Difesa Nazionale dei sostenitori di Venizelos a Salonicco portò alla costituzione del Governo Provvisorio di Difesa Nazionale;
- Rivoluzione dell'11 settembre 1922, guidata dai colonnelli Nikolaos Plastiras e Stylianos Gonatas e dal comandante Dimitrios Phokas, culminante nell'abdicazione del re Costantino I;[5]
- Tentato colpo di Stato di Leonardopoulos-Gargalidis, dell'11 ottobre 1923, guidato dagli ufficiali monarchici;[6]
- Colpo di Stato del 25 giugno 1925, che portò al potere il generale Theodoros Pangalos;[7]
- Colpo di Stato del 22 agosto 1926, rovesciamento del generale Pangalos da parte del generale Georgios Kondylis;[8]
- Tentato colpo di Stato greco del 1933, del 6 marzo guidato dal generale repubblicano Nikolaos Plastiras;
- Tentato colpo di Stato greco del 1935, del 1º marzo 1935, guidato dal generale Plastiras e Venizelos;[9]
- Colpo di Stato del 10 ottobre 1935, guidato dal generale Kondylis, segnando la fine della Seconda Repubblica ellenica e portando alla restaurazione del re Giorgio II al trono, secondo un referendum;
- Il 4 agosto 1936, il generale Ioannis Metaxas istituì il Regime del 4 agosto;
- Tentato colpo di Stato greco del 1938, del 28 luglio, tentata ribellione a Creta contro il regime del 4 agosto;[10]
- Il 31 maggio 1951 un tentato colpo di stato fu tentato da gruppo di ufficiali di destra chiamata Sacra Lega degli Ufficiali Greci (IDEA);[11]
- Colpo di Stato greco del 21 aprile 1967, guidato da un gruppo di ufficiali dell'esercito di destra guidati dal generale di brigata Stylianos Pattakos e dai colonnelli Georgios Papadopoulos e Nikolaos Makarezos, istituì il regime dei colonnelli;
- Tentato contro colpo di stato greco del 13 dicembre 1967, guidato dal re Costantino II contro il regime dei colonnelli. Il fallimento del contro colpo di Stato costrinse il Re a lasciare definitivamente la Grecia;
- Ammutinamento della Marina greca del 23 maggio 1973 contro il Regime dei Colonnelli. L'equipaggio del cacciatorpediniere HNS Velos (D-16), al comando di Nikolaos Pappas, chiese asilo politico in Italia, mentre il resto dell'ammutinamento in territorio greco venne soppresso;[12]
- Colpo di Stato del 25 novembre 1973, all'indomani della rivolta del Politecnico di Atene, il colpo di stato provocò il rovesciamento del colonnello Papadopoulos da parte dei sostenitori della linea dura intorno al generale Dimitrios Ioannidis;
- Tentato colpo di Stato del 24 febbraio 1975, di alcuni ufficiali di rovesciare il governo di Konstantinos Karamanlis.

## Galleria d'immagini

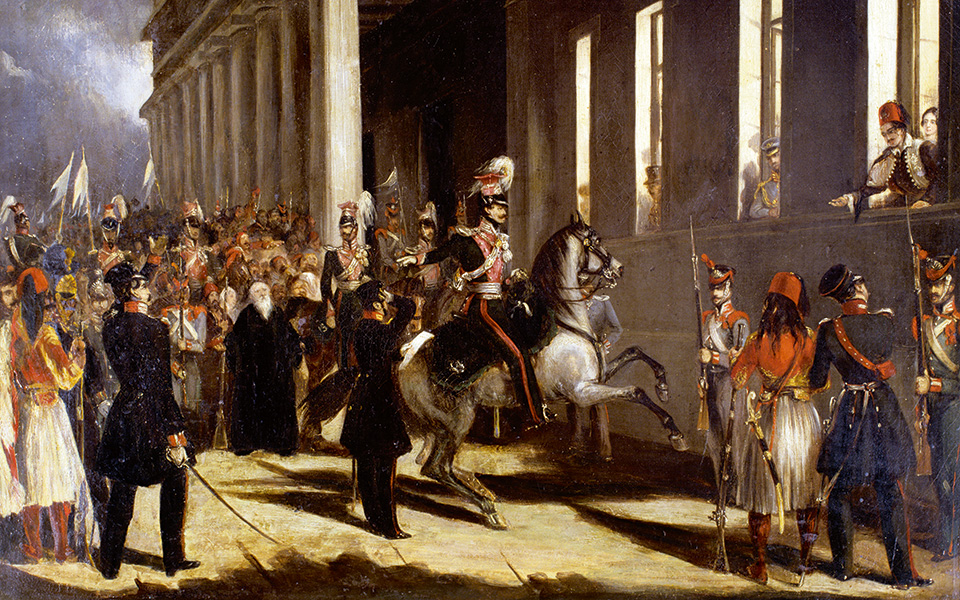
Rivoluzione del 3 settembre 1843 .
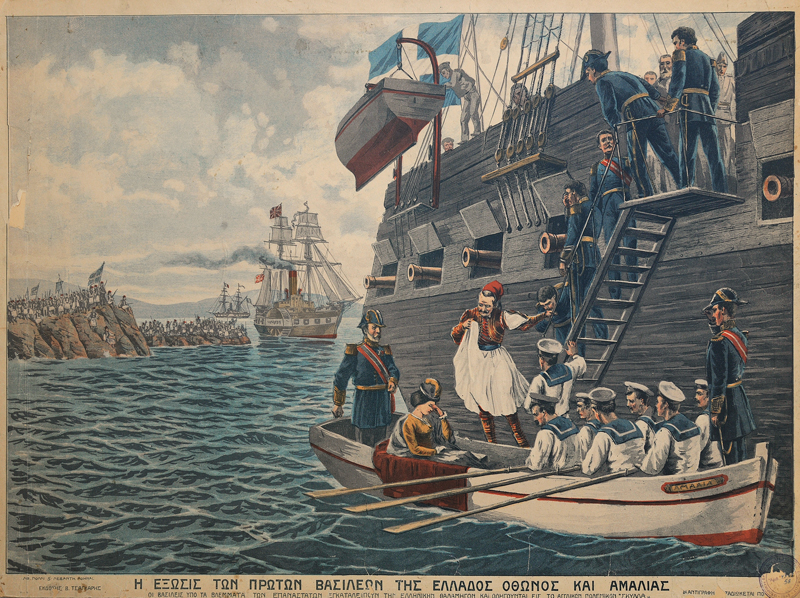
L'espulsione del re Ottone e della regina Amalia durante la rivoluzione del 23 ottobre 1862, come ritratta in una popolare litografia a colori.
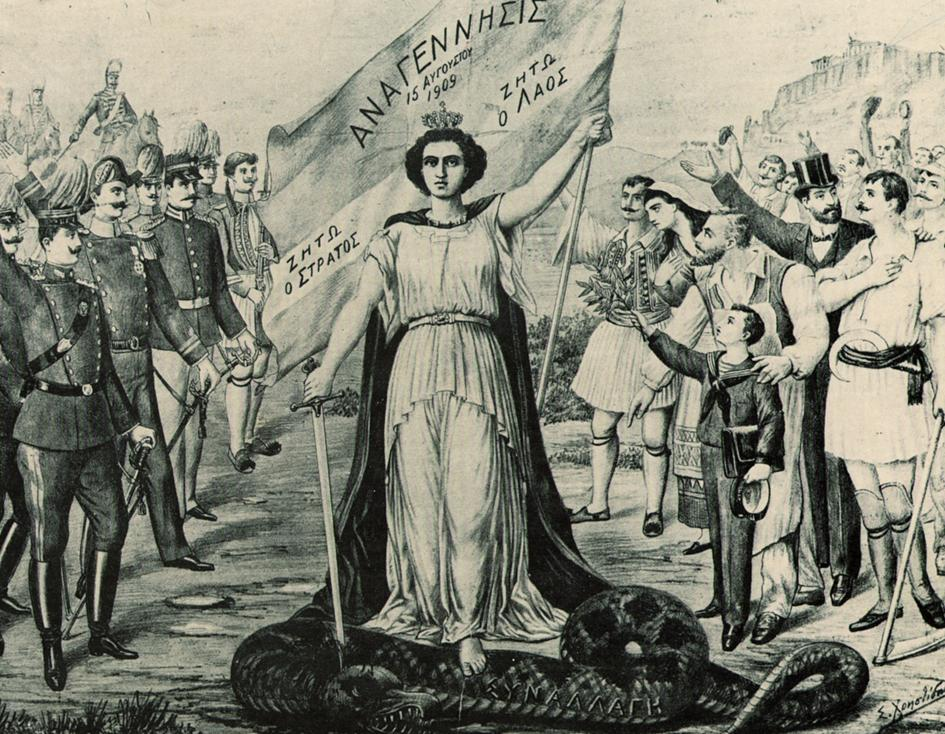
Litografia che celebra il colpo di stato di Goudi.
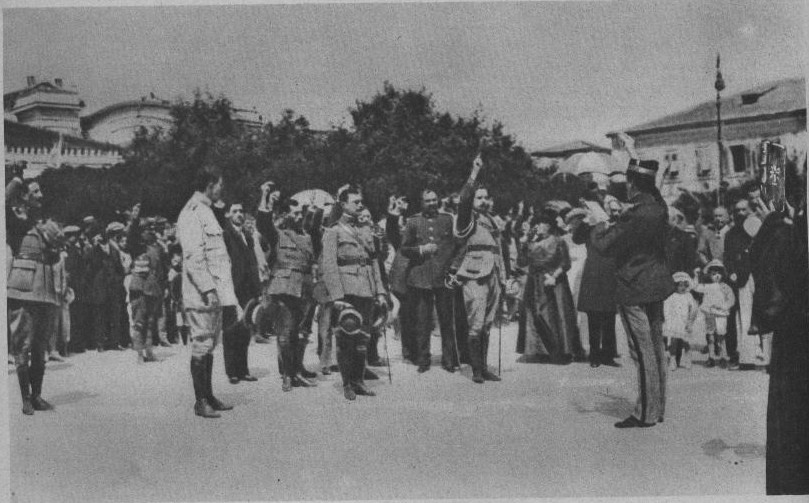
Il colonnello Mavroudis giura su ufficiali e truppe fedeli a Venizelos e al governo provvisorio di difesa nazionale, foto pubblicata su Le Miroir, 17 giugno 1917.
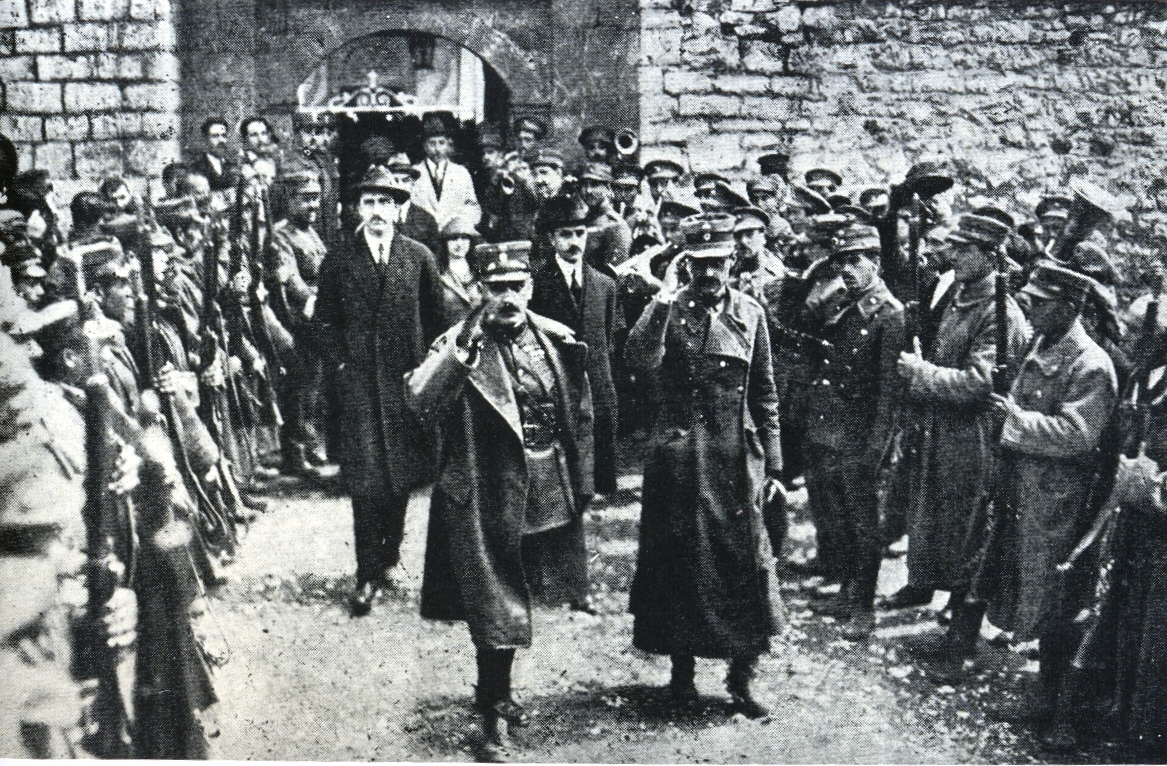
Colonnelli Plastiras e Gonatas con Geōrgios Papandreou (a sinistra, in abiti civili neri ) durante la Rivoluzione dell'11 settembre 1922, a Mousounitsa.
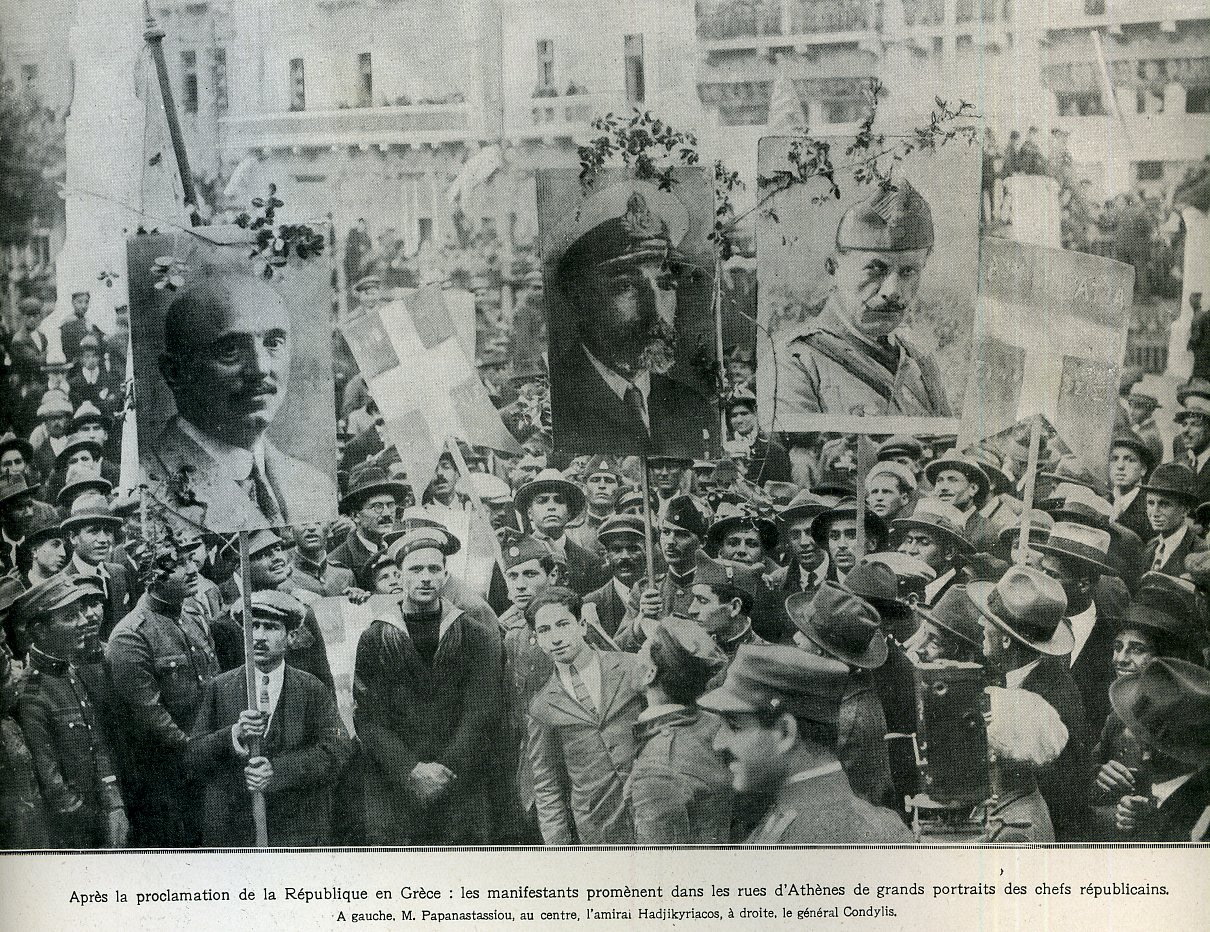
Proclamazione della Seconda Repubblica Ellenica. La folla in possesso di cartelli raffiguranti il primo ministro Alexandros Papanastasiou e i capi militari repubblicani, l'ammiraglio Alexandros Hatzikyriakos e il colonnello Georgios Kondylis. Foto pubblicata su L'Illustration, 12 aprile 1924.
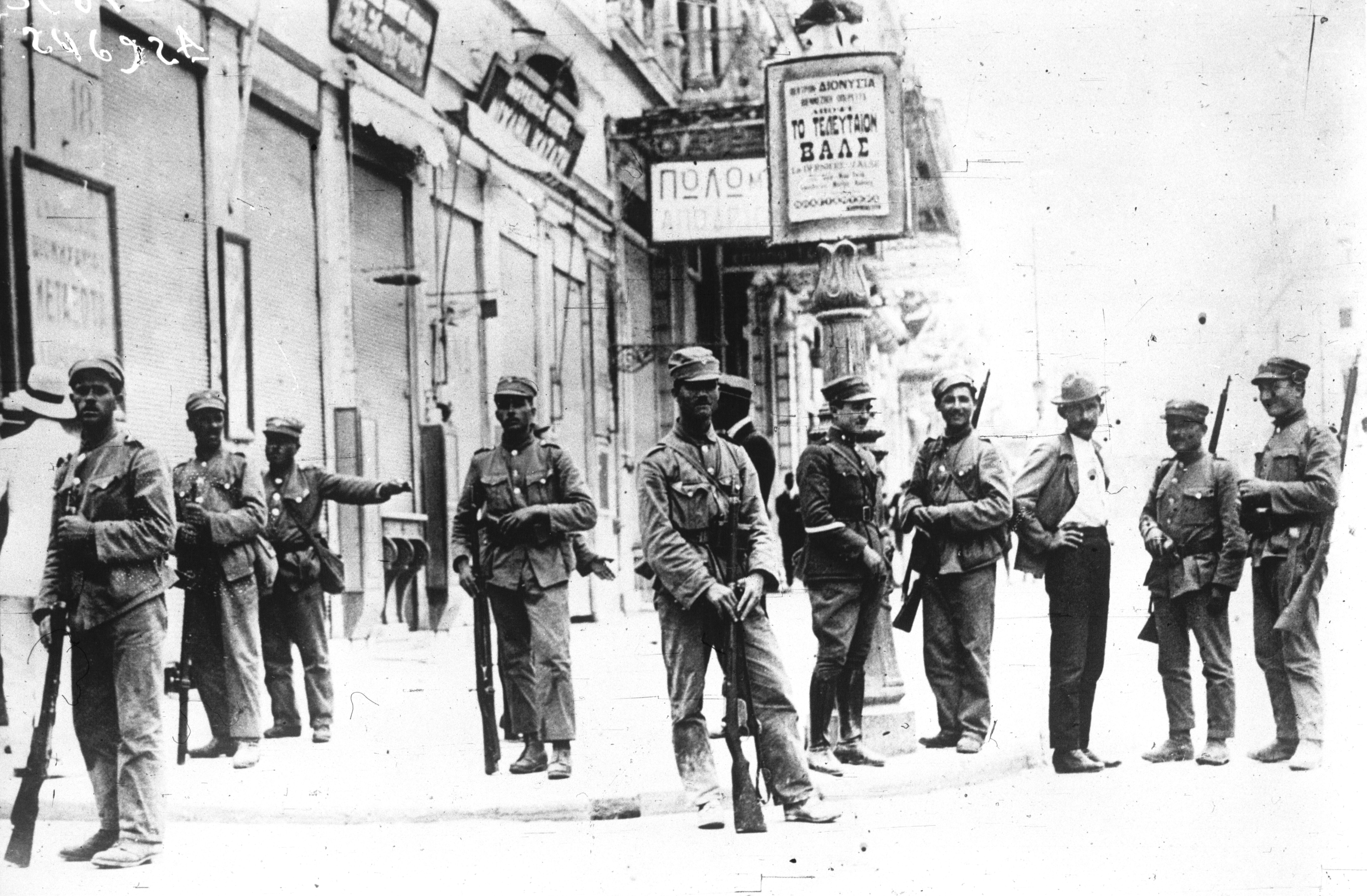
Soldati per le strade di Atene durante il colpo di Stato di Pangalos del 1925.
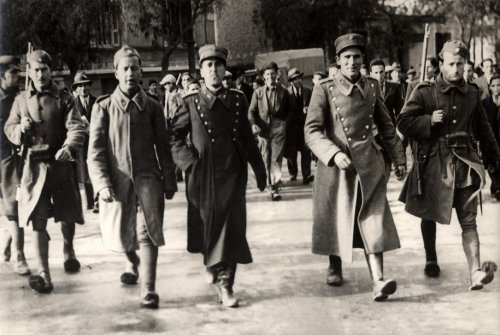
Ufficiali ribelli di Venizelist sotto scorta durante la soppressione del tentato colpo di stato del marzo 1935.